# Хора (Стамбул)

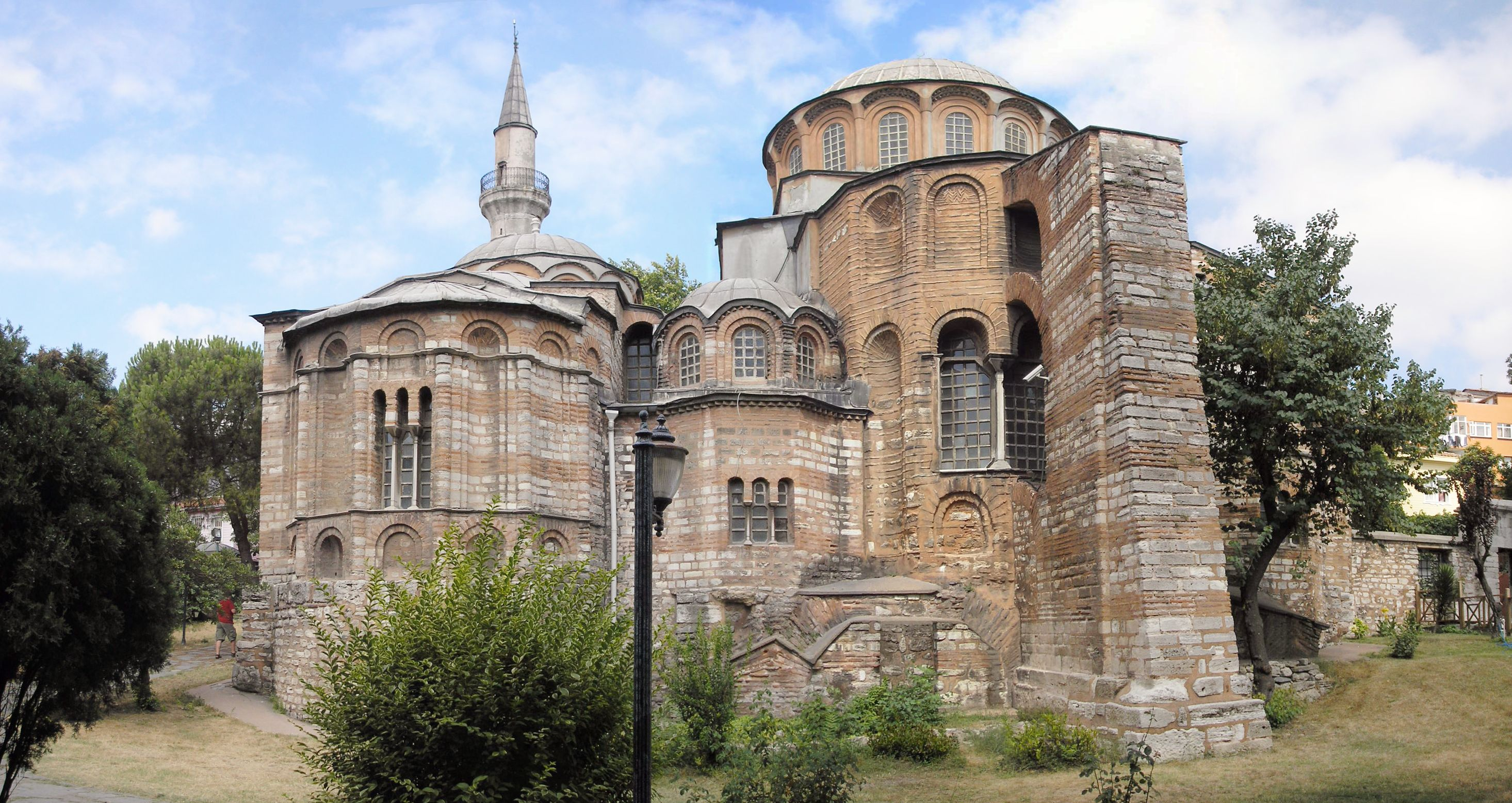
Монастирські споруди зі сходу

Мечеть Каріє (тур. Kariye Camii), більш відома як Церква Хора (повна назва — Церква Христа Спасителя в Полях; грец. ἡ Ἐκκλησία του Ἅγιου Σωτῆρος ἐν τῃ Χώρᾳ) — мечеть у районі Фатіх у Стамбулі, Туреччина. До 1511 року — славнозвісна монастирська церква доби останніх століть існування Візантійської імперії. У 1945–2020 роках використовувалася як музей. Завдяки архітектурному стилю, а також добре збереженим мозаїкам і фрескам, входить до переліку об'єктів Світової спадщини ЮНЕСКО. Перетворена на мечеть у 2024 році.

## Історія
Церква виникла на цьому місці у IV столітті. Вона опинилась у полі поза фортечними мурами, зведеними за наказом імператора Костянтина Великого. Розташування у полі й спричинило народну назву Хора. За часів імператора Феодосія II фортечні мури пересунули на захід, церква опинилась у межах міста на південь від затоки Золотого Рогу, але її традиційна назва збереглася.
Збережена церква була вибудована у 1077–1081 рр. за сприяння Марії Дука, тещі візантійського імператора Олексія Комніна. Через 50 років склепіння церкви впали, що могло бути наслідком прорахунків при будівництві та чергового землетрусу. Церкву відновили коштом молодшого сина імператора Олексія.

## Меценат Феодор Метохіт

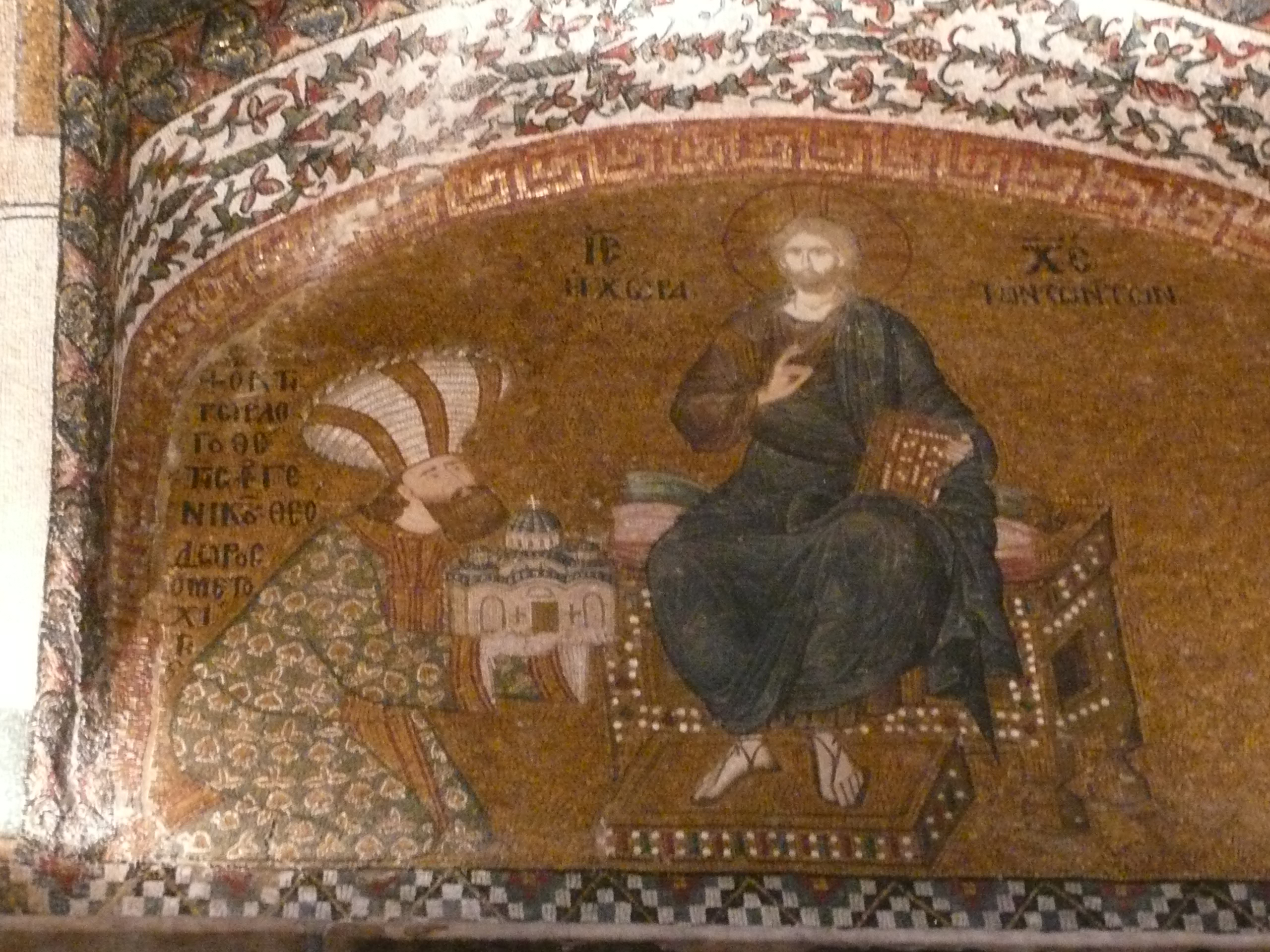
Феодор Метохіт як ктитор перед престолом Христа. Мозаїка церкви Хора, XIV ст.

Фео́дор Метохіт походив з родини архідиякона Іоанна Метохіта, мав чудову освіту і сам був палким прихильником союзу католицької та православної церков. Освіта і багатство наблизили його до імператорського двору. Він зробив добру адміністративну кар'єру і став радником імператора, сенатором та його скарбничим.
Фео́дор Метохіт належав до багатіїв Константинополя, що дозволило йому стати патроном і ктитором церкви Хора на заході столиці. Але часи змінились. Якщо у XI–XII століттях Візантійська імперія була розквіті, то на початку XIV століття імперія переживала скрутні часи. Держава перебувала у економічній кризі, а будівництво палаців і церков надзвичайно скоротилося. Нових церков майже не будували, обмежувались невеликими прибудовами для їх збільшення.
Участь Феодора Метохіта обмежилась фінансуванням створення нового декору у двох нартексах церкви Хора у 1315–1321 роках. Не збережено відомостей про майстрів, що виконали нові мозаїчні панно на стінах і стелях церкви Хора. Але надзвичайно вартісний художній рівень нових фресок у вівтарі та мозаїк нартексів свідчить про те, що тут працювали столичні художники.
Обидва притвори не належали до найбільших приміщень церкви. На той час вона мала шість куполів, три з котрих були розташовані у нартексах. Саме в цих приміщеннях і збережена найбільша частина мозаїк, створених у 1315–1321 роках. Поле діяльності художників в церкві Хора було досить обмеженим. Мозаїки були створені на окремих панно стін, на арках та у люнетах, на склепіннях та у куполах на вузьких проміжках між ребрами склепінь.
Сюжети цілком впізнавані, відомі за іншими храмовими спорудами. Дослідження сюжетів довели, що були використані як канонічні, так і апокрифічні джерела, що зробило комплекс мозаїк унікальною пам'яткою початку XIV століття.
Наприкінці життя при новому імператорі літній Феодор Метохіт впав у немилість і перебував у засланні. Потім йому дозволили повернутися до столиці, він доживав вік простим ченцем у монастирі, де на його кошти колись створили коштовні мозаїки в церкві Хора.

## Плани церкви Хора

Первісний план церкви Христа Спасителя без бічних добудов
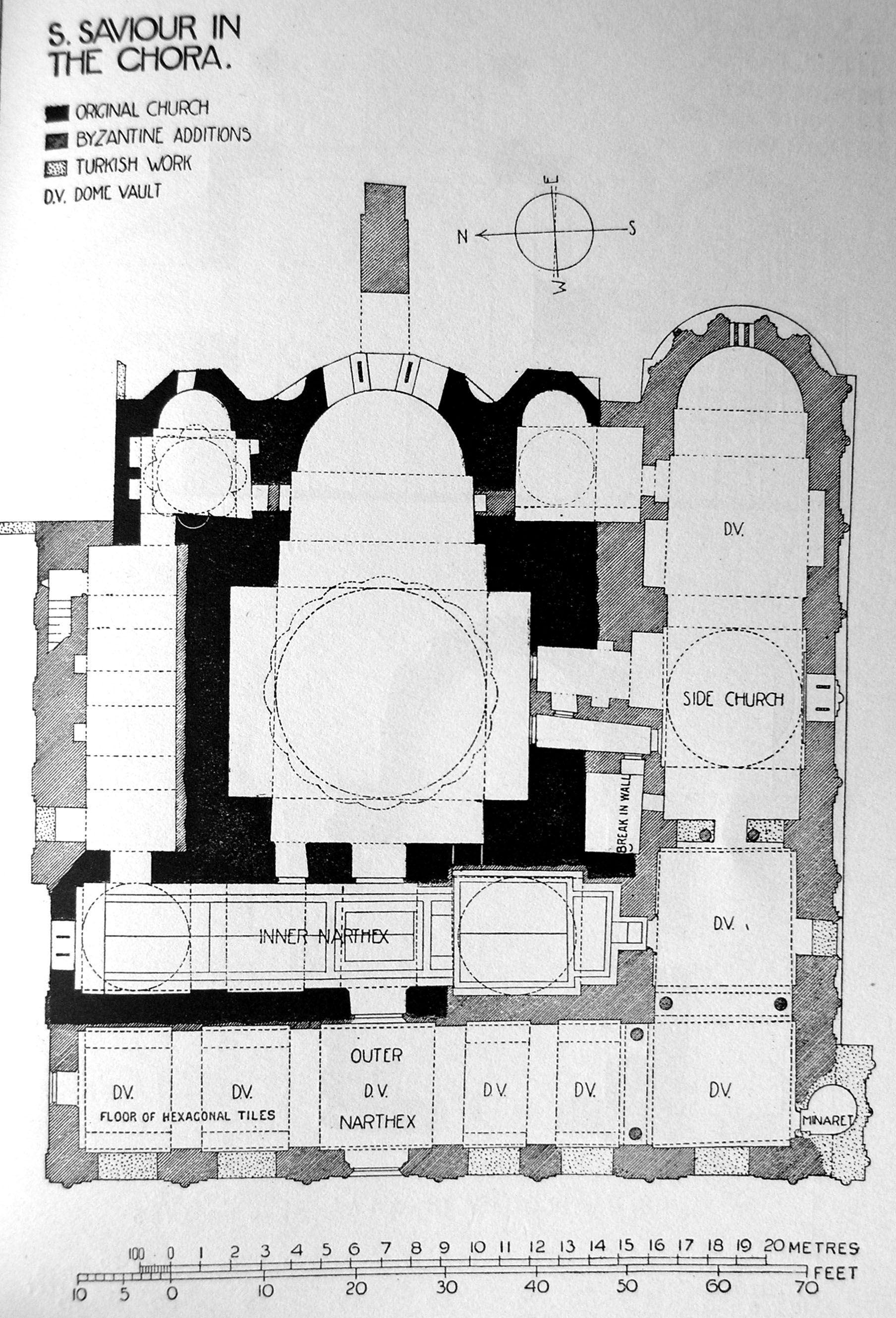
Церква Хора з бічними добудовами і двома притворами та контрфорсом зі сходу
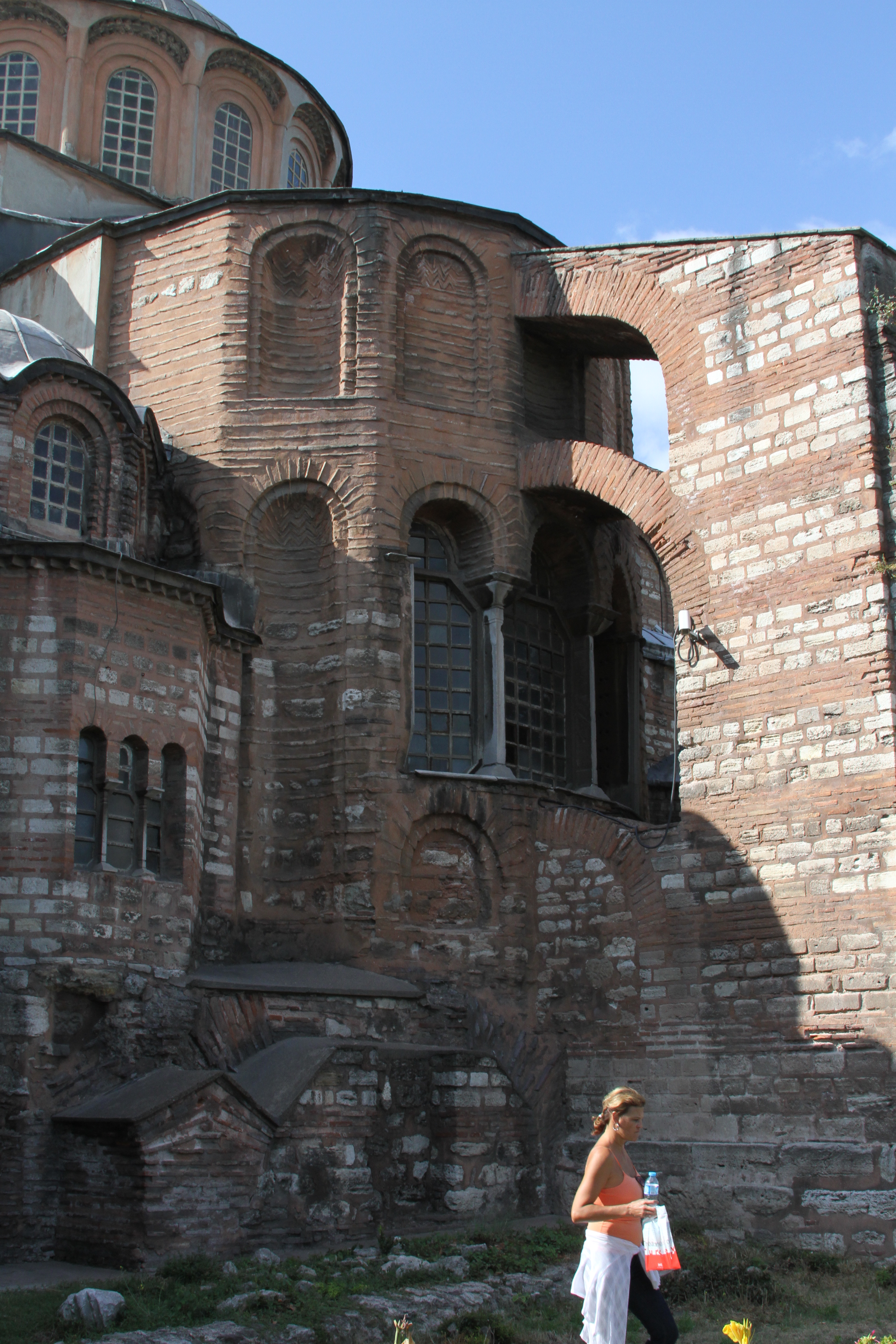
Контрфорс зі сходу церкви Хора
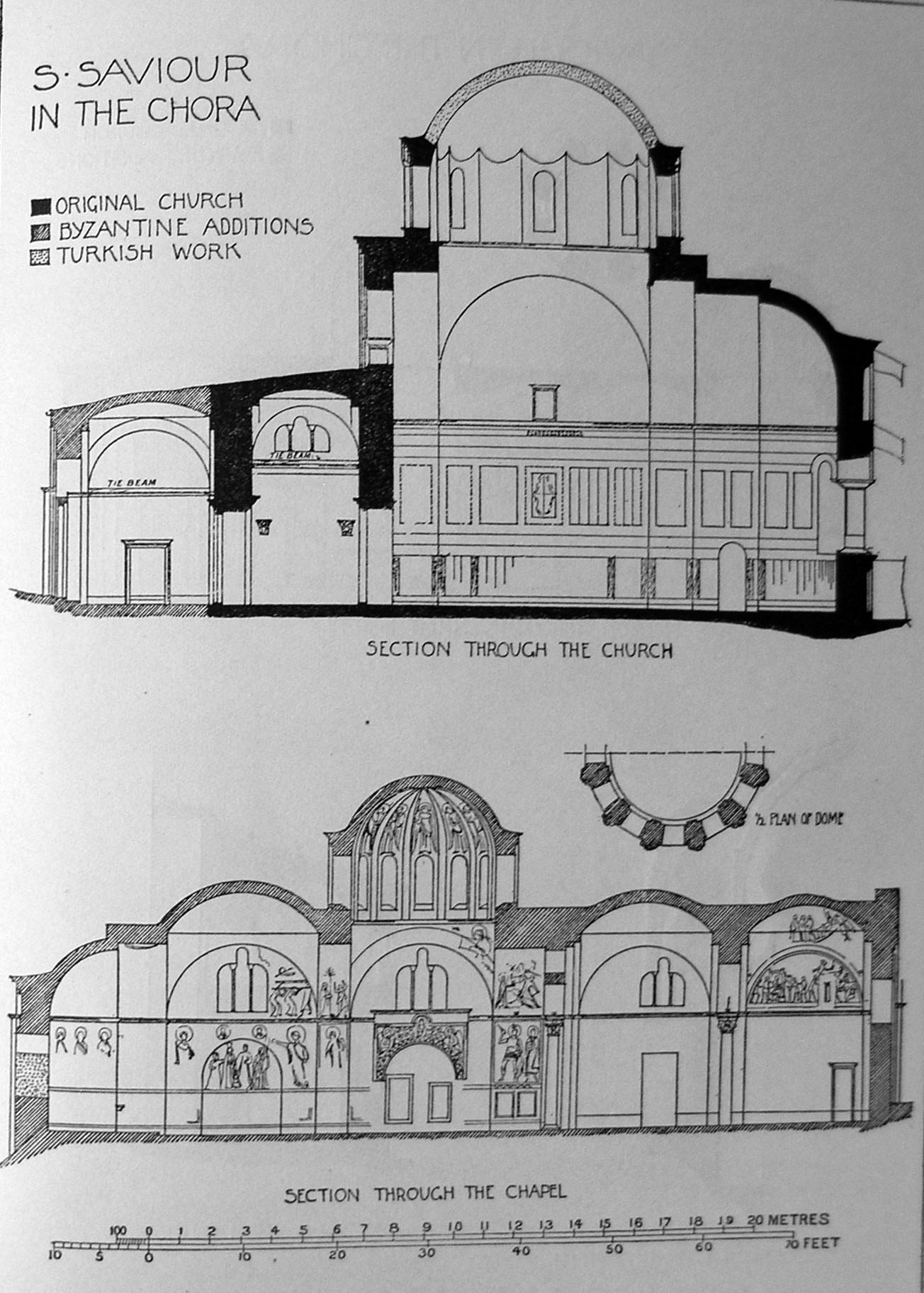
Церква Хора, повздовжний розріз

## Церква в добу Османської імперії

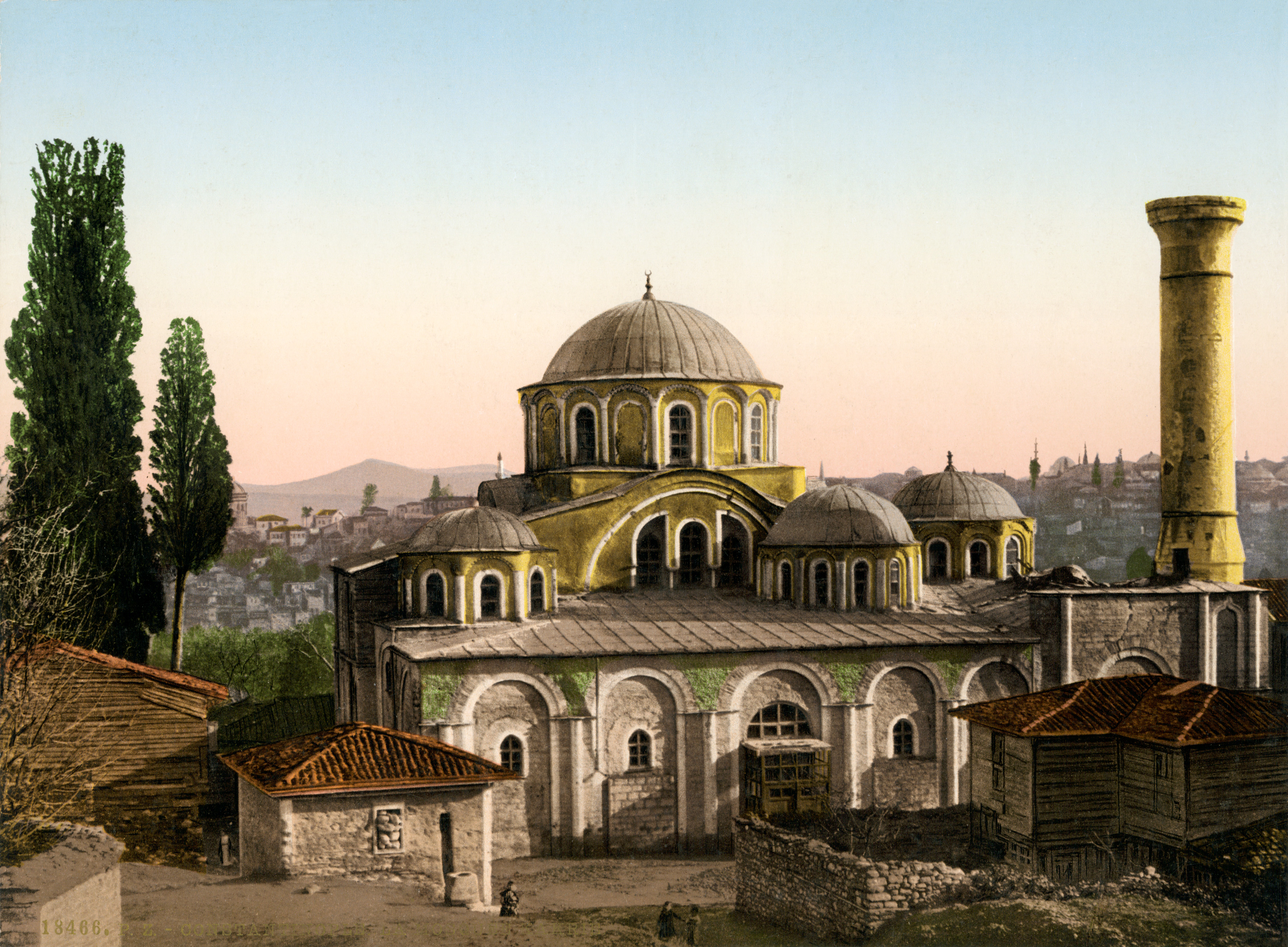
Колишня церква Хора, перетворена на мечеть Каріе, фото 1908 року

Як і більшість незруйнованих церков зниклої Візантії, монастирська церква Хора після завоювання Константинополя турками-османами була перетворена на мечеть. Невдоволення мусульман викликали численні мозаїчні зображення з фігурами православних святих і людей, заборонені в ортодоксальному мусульманстві. Мозаїки руйнувались під час частих тут землетрусів, але їх все одно було забагато.
Володарі мечеті пішли найпростішим шляхом: вони не збивали мозаїки, а нейтралізували зображення, вкривши їх шаром тиньку. Мимоволі мозаїки візуально зникли, законсервовані під шаром тиньку на декілька століть.

## Церква як музей

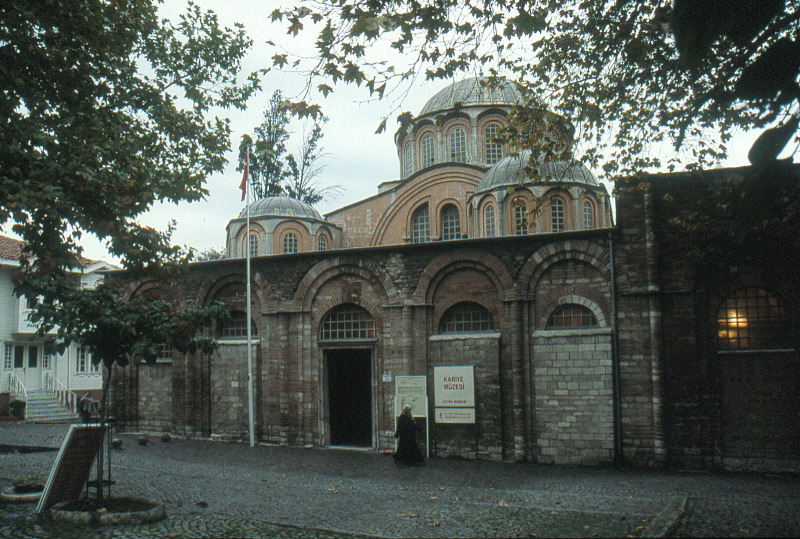
Колишня церква Хора як музей, фото 2005 року

Наприкінці 1940-х років за ініціативою науковців зі Сполучених Штатів у ще візантійській споруді розпочали реставраційні роботи під керівництвом Томаса Вітмора (Thomas Whittemore, 1871—1950) та Пола Андервуда з Візантійського інституту Америки, розташованого у Думбартон-Оксі. Шар тиньку з мозаїк і фресок зняли, а зображення промили. Пошкоджені і збиті частини мозаїк не відновлювали, а лише доповнили тиньком.
1948 року споруду часів Візантії перетворили на музей Каріе (Kariye Müzesi) і відкрили для відвідування у 1958 році.
6 травня 2024 року рішенням президента Туреччина Реджепа Ердогана церкву остаточно перетворено на мечеть. 

## Мозаїки церкви Хора

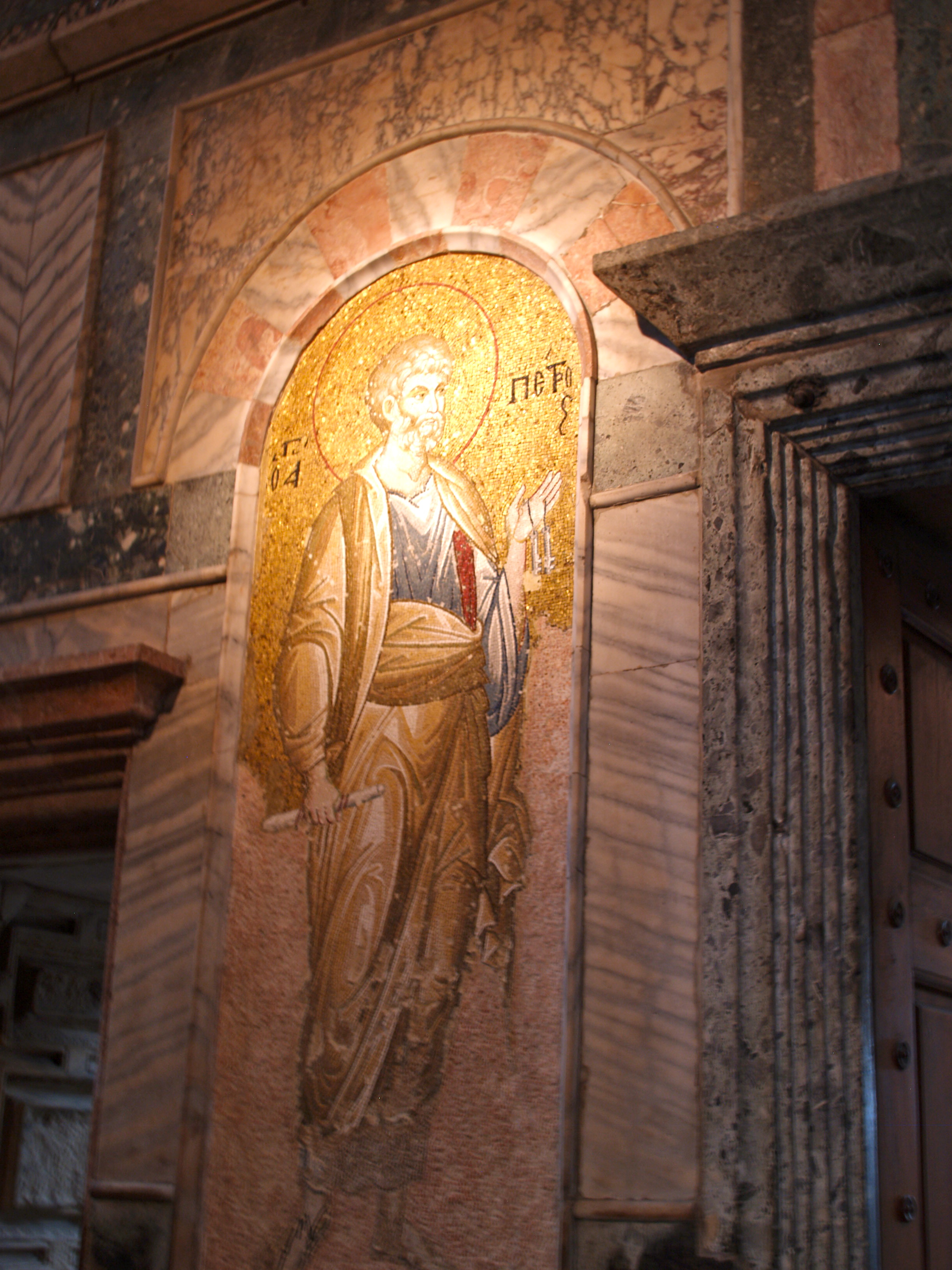

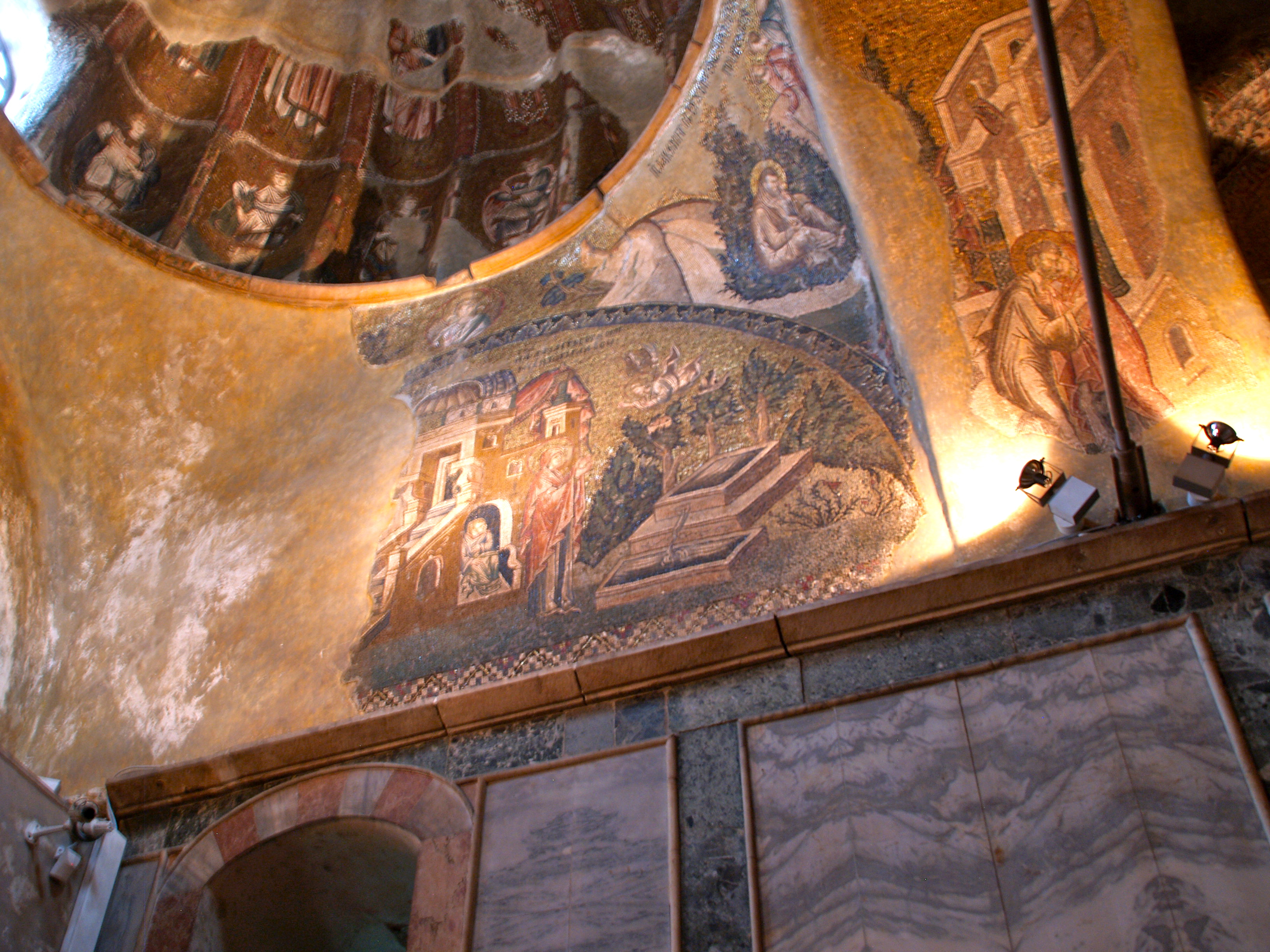
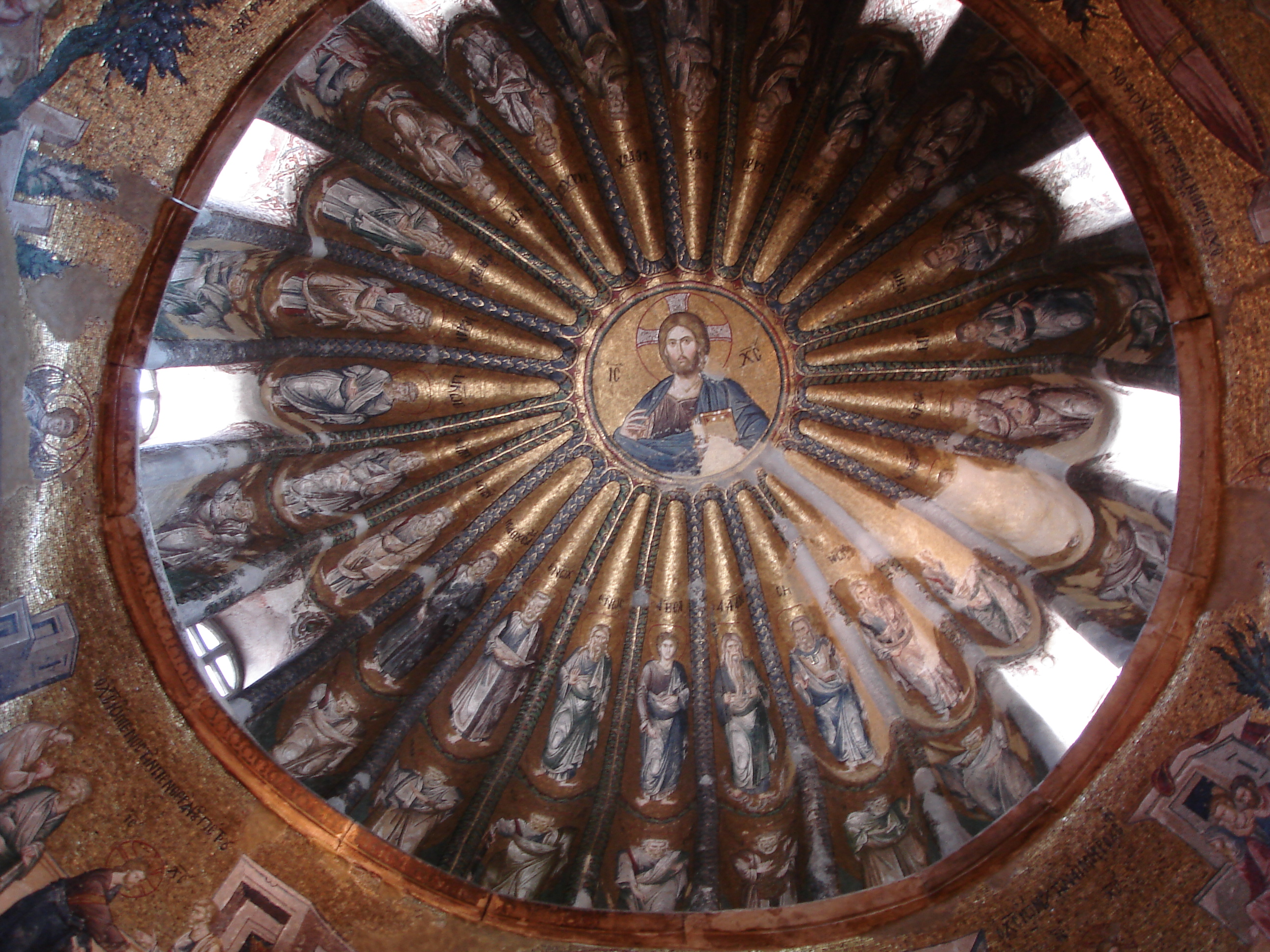
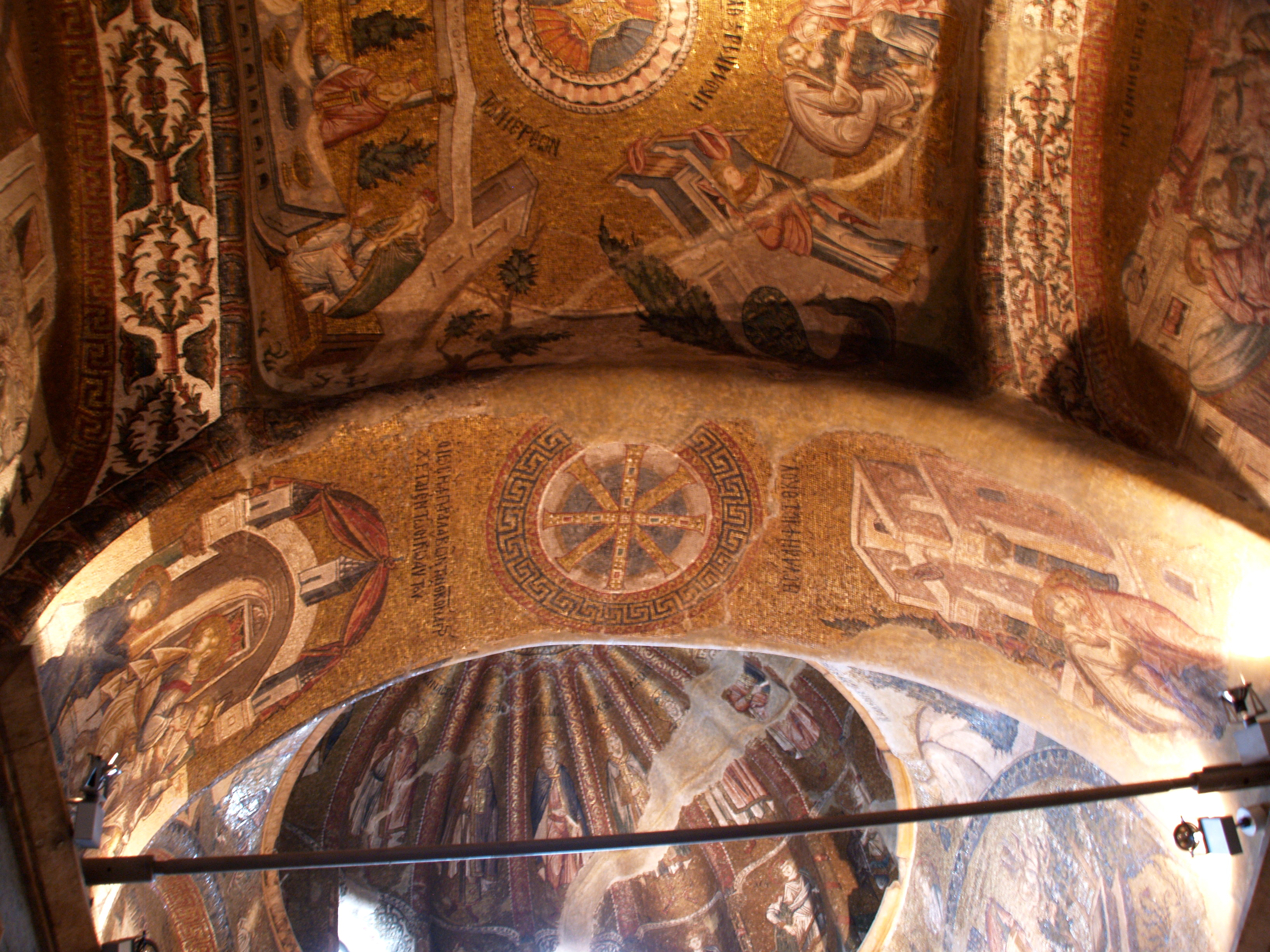
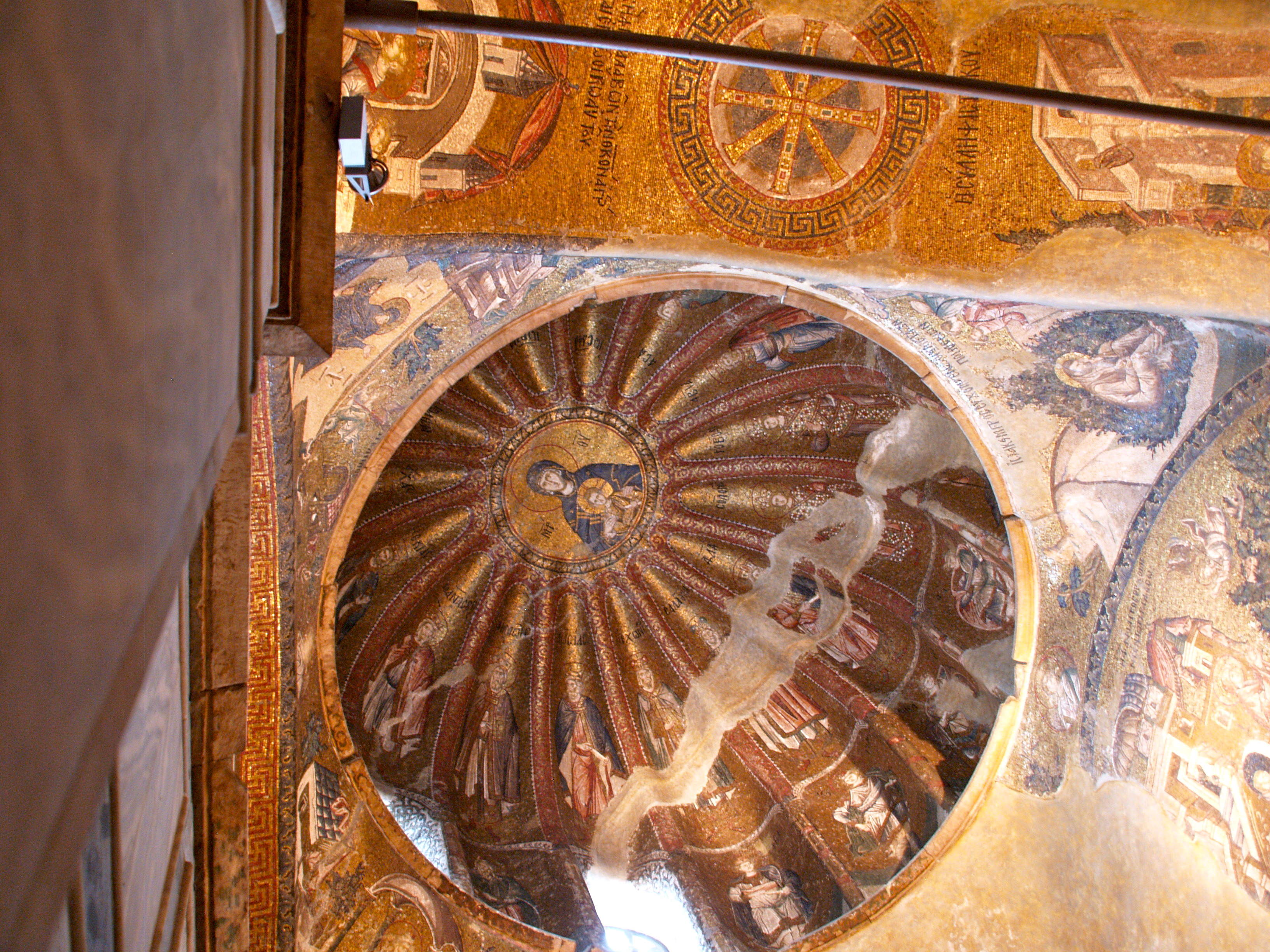
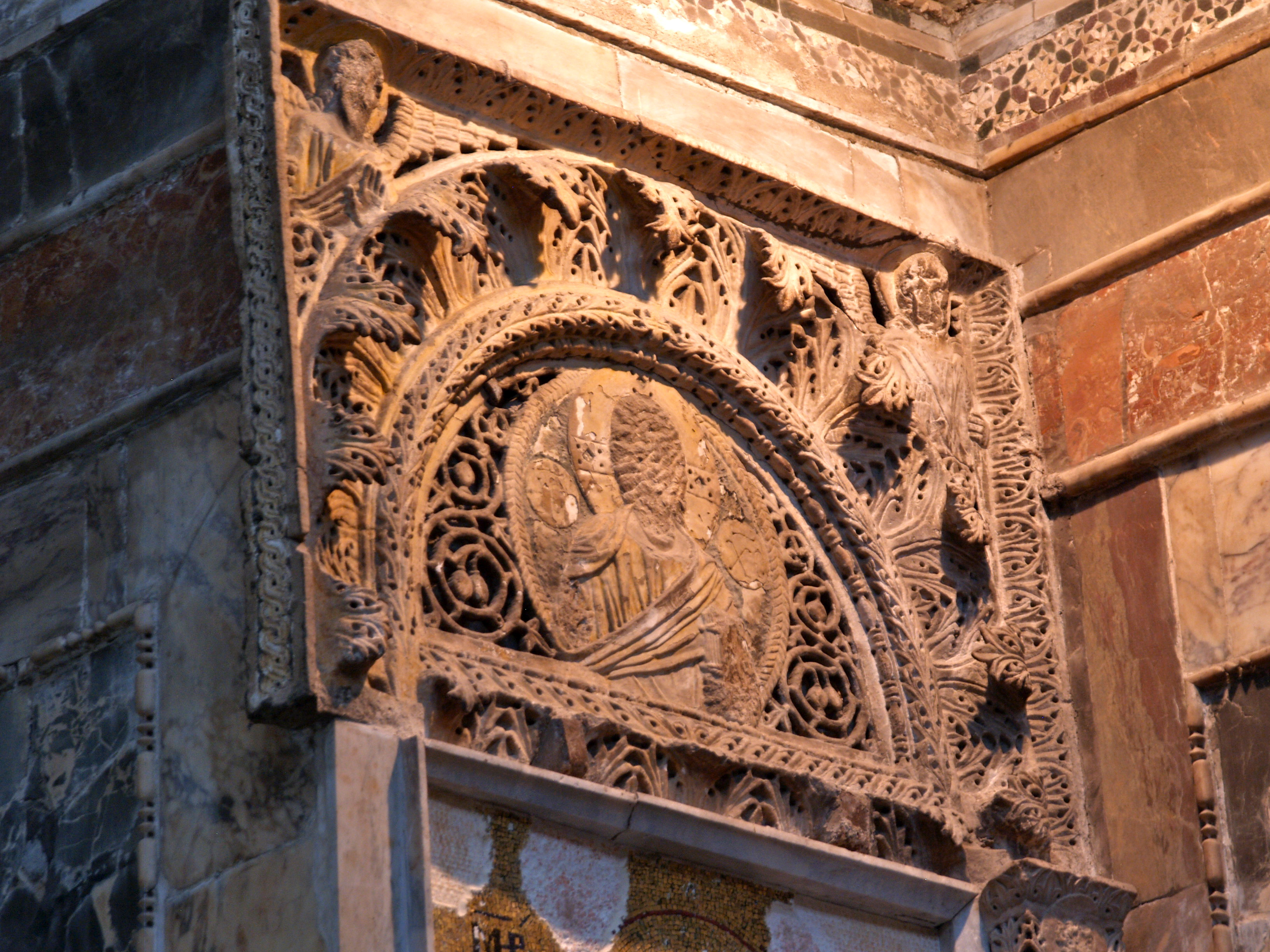
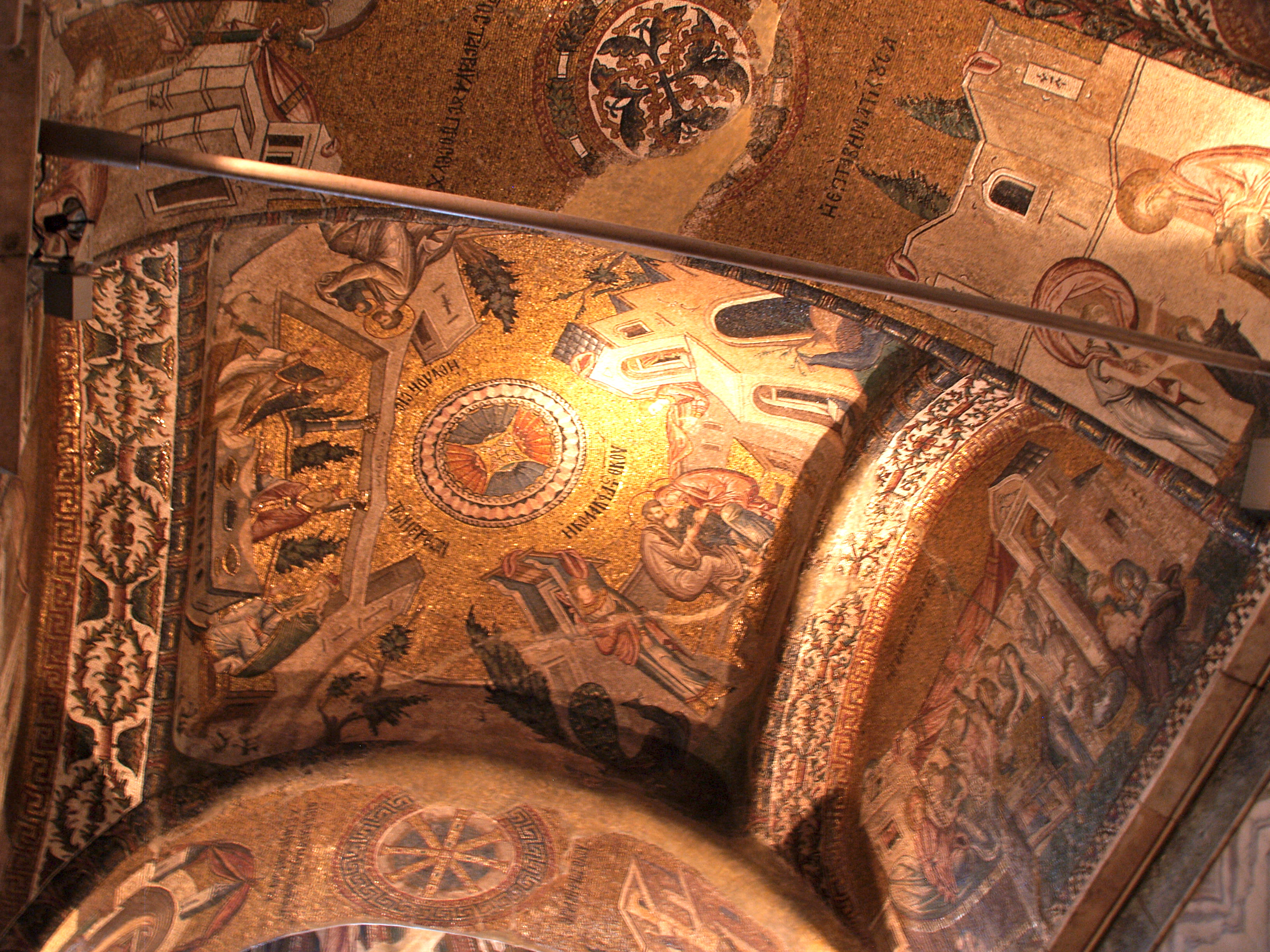